# Allen Thomson
Allen Thomson, född den 2 april 1809, död den 21 mars 1884, var en skotsk läkare. Han var dotterson till John Millar, son till John Thomson och far till John Millar Thomson.
Thomson, som var professor i Glasgow 1848-1877, var en framstående anatom och embryolog. Han deltog bland annat i utarbetandet av de senare upplagorna av Quains "Elements of anatomy".